# John-Frum-Bewegung

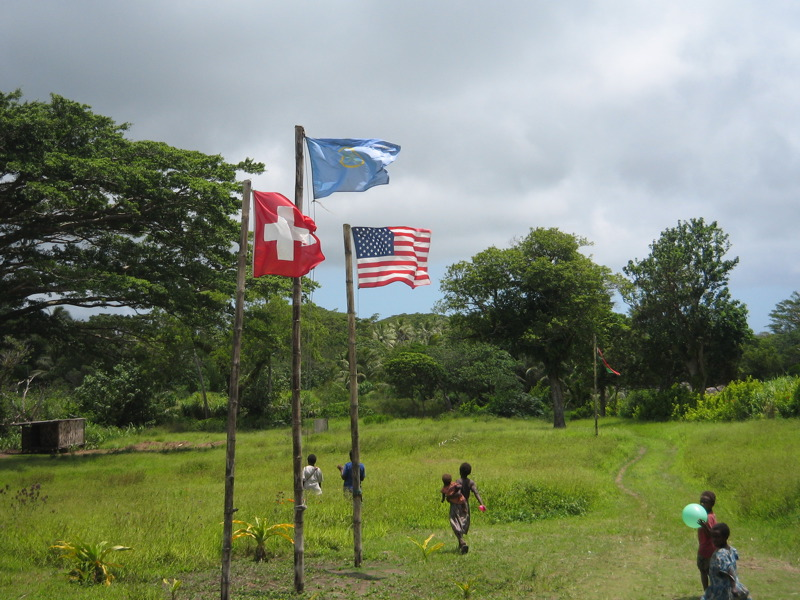
Die zeremonialen Flaggen der John-Frum-Bewegung

Die John-Frum-Bewegung ist eine religiöse Bewegung auf der Pazifikinsel Tanna, die zum Inselstaat Vanuatu gehört. Sie zählt zu den vor allem im Südpazifik verbreiteten Cargo-Kulten.

## Geschichtlicher Hintergrund
Die John-Frum-Bewegung entstand um 1940 als Gegenbewegung zu christlichen Missionierungsaktivitäten. Auftrieb erhielt sie durch die Stationierung amerikanischer Soldaten, die als Abgesandte von John Frum angesehen wurden. Die Regierung versuchte den Kult zu unterdrücken; 1952 kam es zu Verhaftungen von Anhängern der Bewegung. 1957 konstituierte sie sich formell als Religionsgemeinschaft.
Nach den Vorstellungen der John-Frum-Anhänger ist der Vulkan Yasur der Ursprung der Welt. Unter dessen Krater wohne der Sohn Gottes. Dieser heiße John Frum und komme aus Amerika. Angeblich ist John Frum in den 1930er Jahren einigen Inselbewohnern erschienen; er habe ihnen gegenüber folgende Dogmen geäußert: „Behaltet eure Bräuche. Hört nicht auf christliche Missionare und lebt von euren Gärten und Tieren.“
Der Glaube an John Frum gehört zu den sogenannten Cargo-Kulten in Melanesien (Südsee), die vermutlich auf Begegnungen der Inselbewohner mit Europäern und Amerikanern während und nach dem Zweiten Weltkrieg zurückgehen. Die für die Bewohner unerklärliche Landung von unbekannten Schiffen wurde als das Werk von Göttern angesehen. Deshalb ist die Heilserwartung meist auch mit der Hoffnung auf materielle Luxusgüter verbunden. Die Wurzeln des Kultes liegen in der in Melanesien weit verbreiteten Praxis, bedeutende Vorfahren zu verehren. In seiner konkreten Ausgestaltung dient er seinen Anhängern dazu, Veränderungen ihrer bisherigen Lebensweise und Begegnungen mit Ausländern besser zu bewältigen.

## Religionspraxis

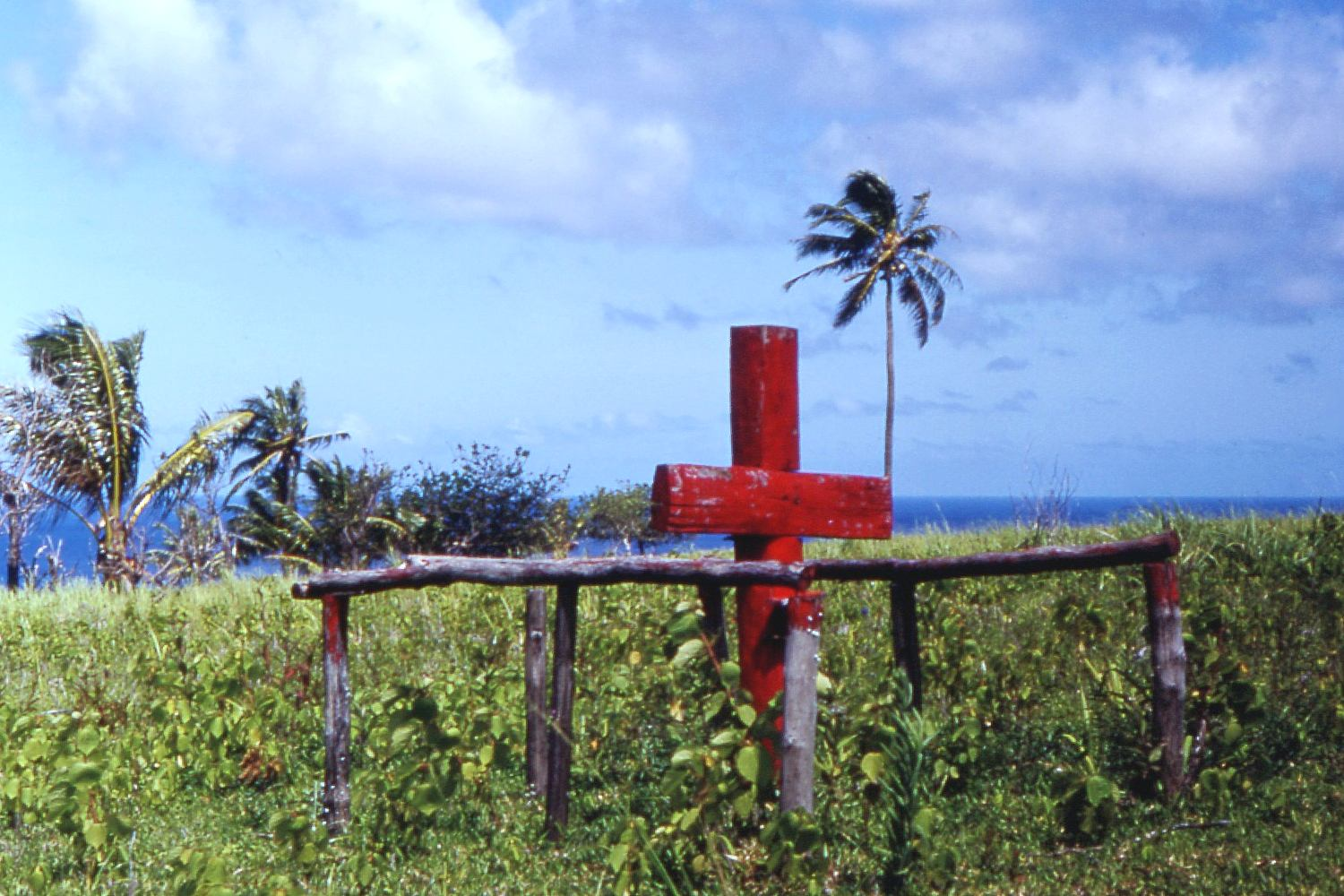
John-Frum-Kreuz auf Tanna

Die John-Frum-Bewegung besteht aus einer beständigen Gemeinde von Anhängern (ca. 20 % der dortigen Bevölkerung) und weist starke Parallelen zum Christentum auf. Dies drückt sich unter anderem in der Verehrung eines roten Kreuzes in einem an christliche Vorbilder angelehnten Kirchenbau aus. Zudem existieren in ihr messianische Vorstellungen über „John Frum“, der eines Tages aus einem Krater hervorkommen und seine Anhänger in eine glückliche Zukunft führen werde. Sein Feiertag, der John Frum Day, wird alljährlich am 15. Februar gefeiert. 
Der Kult hat circa 1000 Anhänger auf der Insel im Süden Vanuatus.
Von der John-Frum-Bewegung abgeleitet entwickelte sich im Süden Tannas die Prinz-Philip-Bewegung, die Prinz Philip, den Prinzgemahl der britischen Königin Elisabeth II., als eine Gottheit verehrt.